# КАМАЗ-6560
КАМАЗ-6560 — тяжёлое внедорожное шасси, представленное летом 2005 г. на 9-й Международной автомобильной выставке в Москве, а затем — на выставке вооружений и военной техники «IDEX 2005» в Абу-Даби.
Разрабатывалось шасси для ЗРПК 96К6 «Панцирь-С1». В настоящее время машина производится заводом в модификации 6560-43 в двух вариантах: шасси для установки спецнадстроек (6560-3198-43) и бортовой грузовик (6560-6610-43).
При загрузке до полной массы машина имеет осевые нагрузки более 10 т, поэтому применение её на дорогах общего пользования ограничено. Автомобиль рассчитан на эксплуатацию при безгаражном хранении. Установленный заводом ресурс автомобиля — 180—300 тыс. км. в зависимости от тяжести условий эксплуатации. Полная масса буксируемого прицепа — 12000 кг, полная масса автопоезда — 50000 кг. На базе машины Галичским крановым заводом выпускаются самоходные краны 50-тонного класса: КС-65713 с вылетом стрелы 34,1 м и наибольшим грузовым моментом 160 Тм, КС-65715 с вылетом стрелы 40 м и наибольшим грузовым моментом 170 Тм.

## Изображения

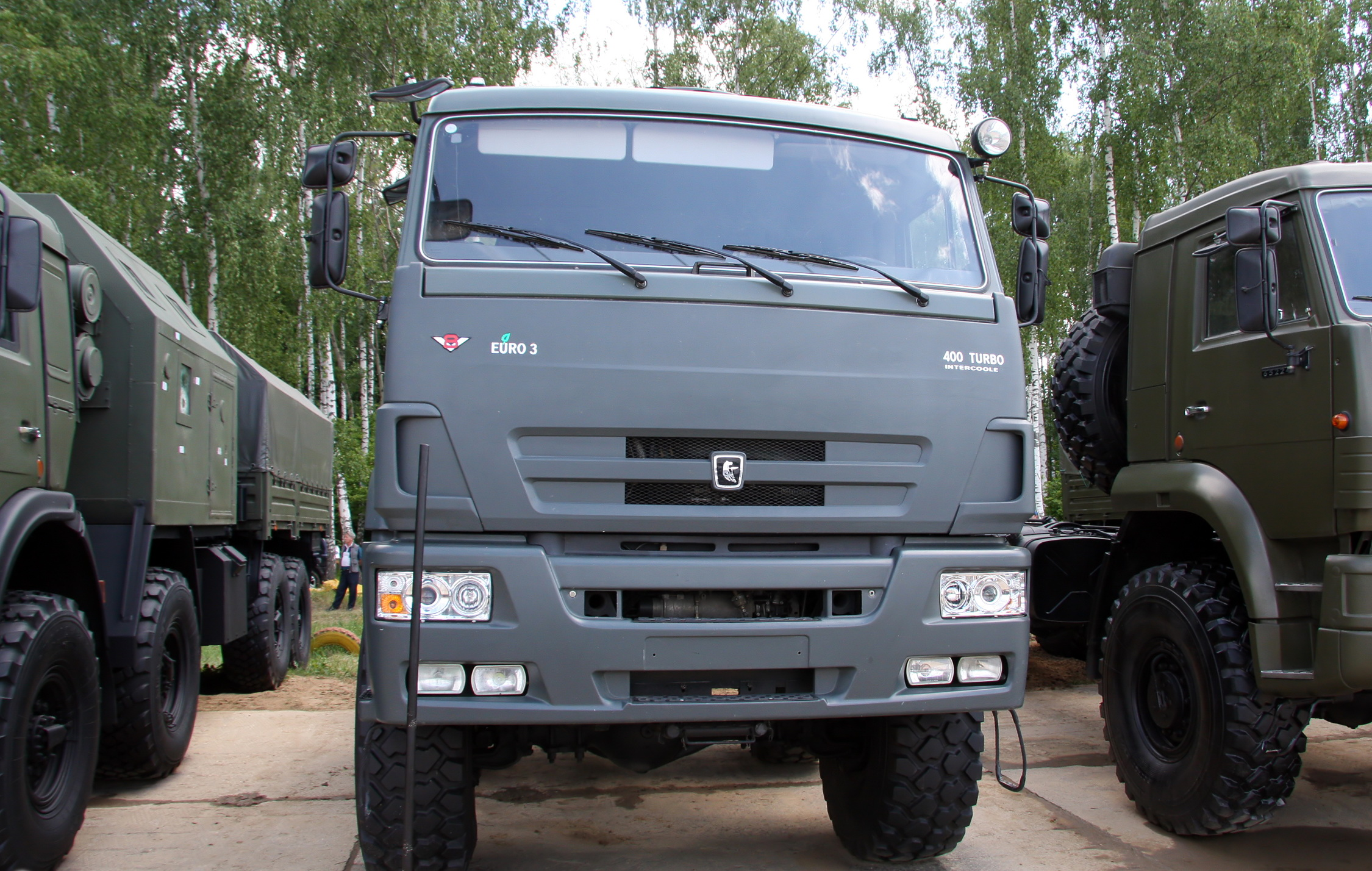
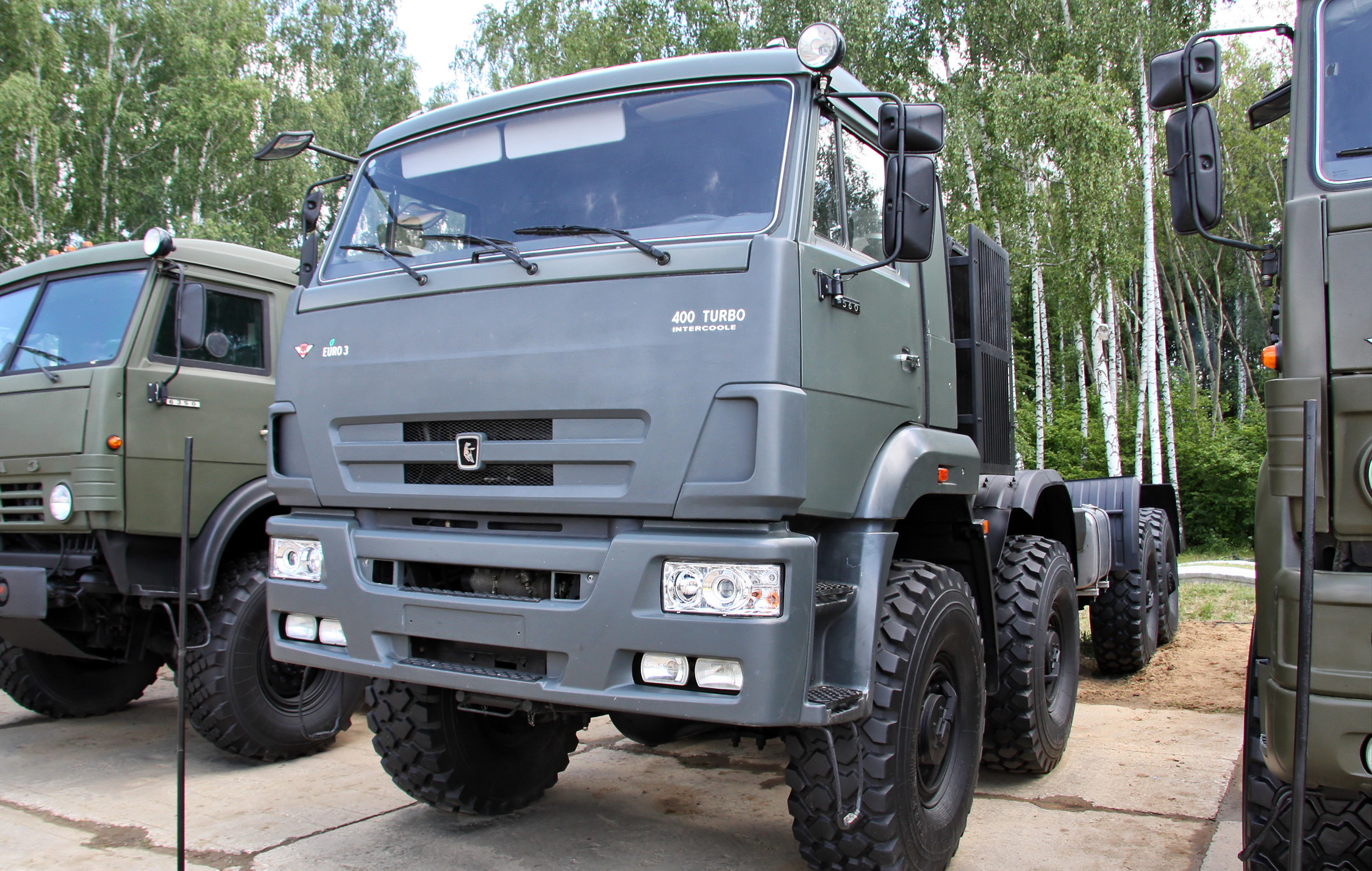
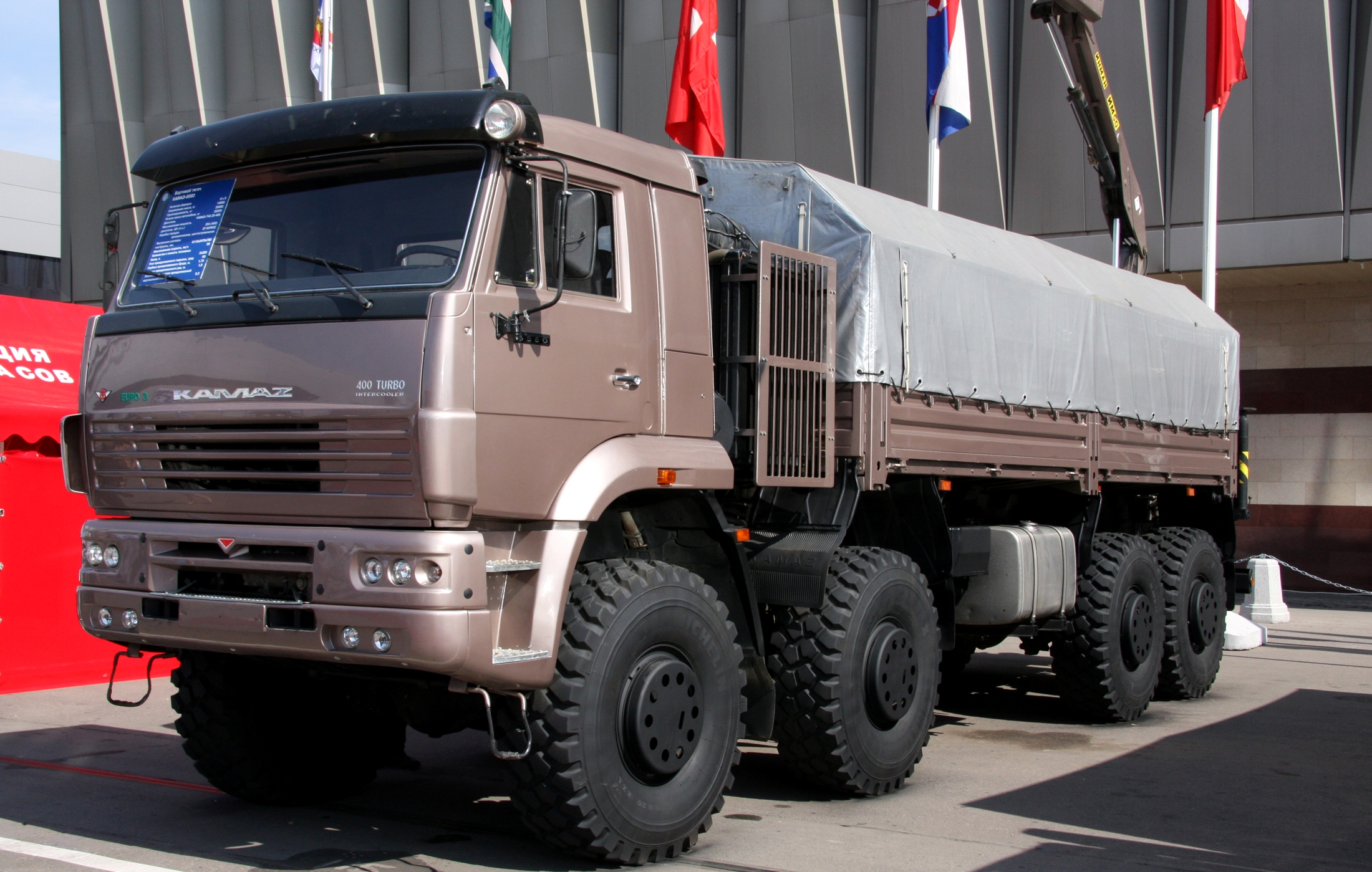
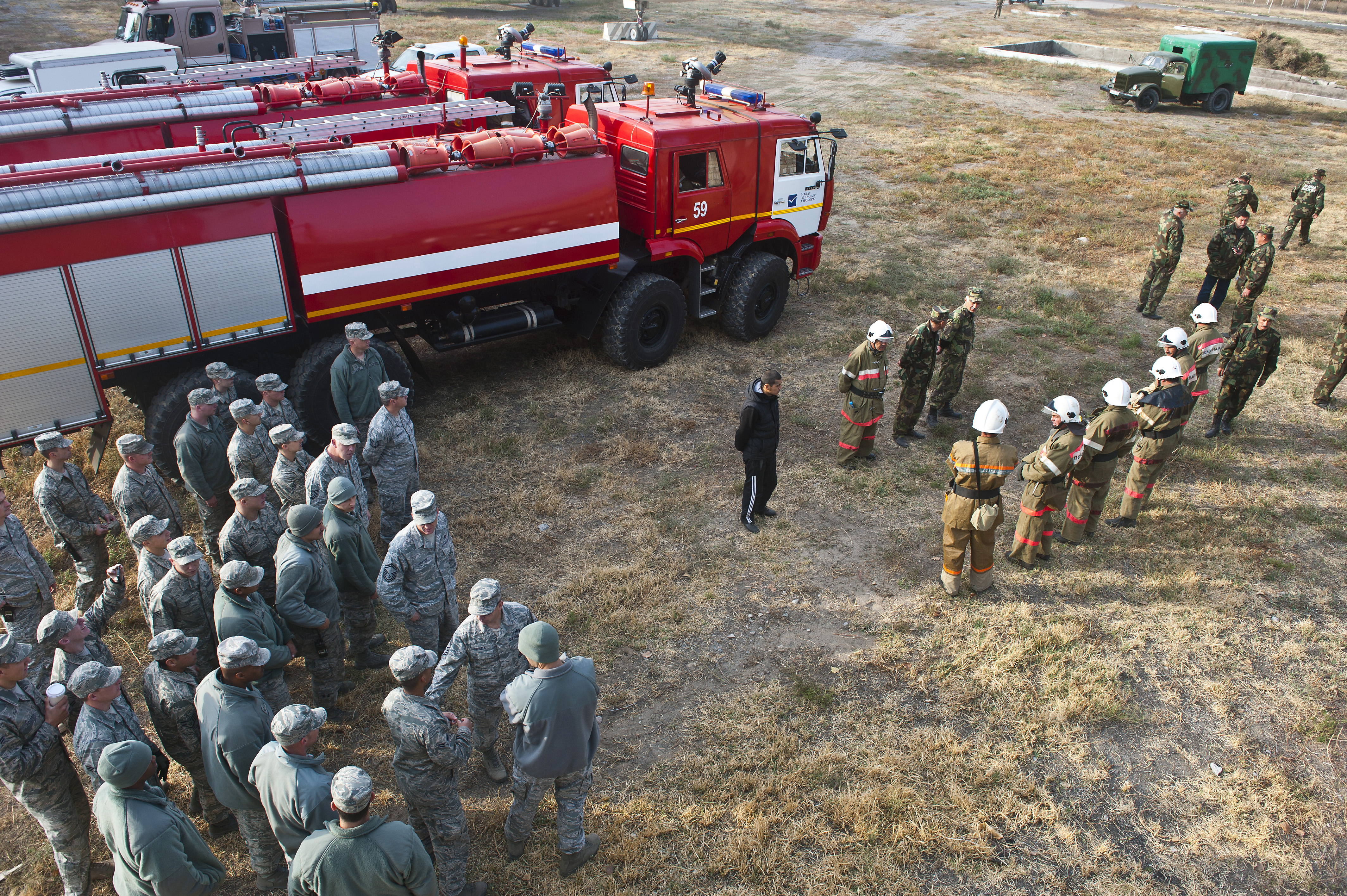
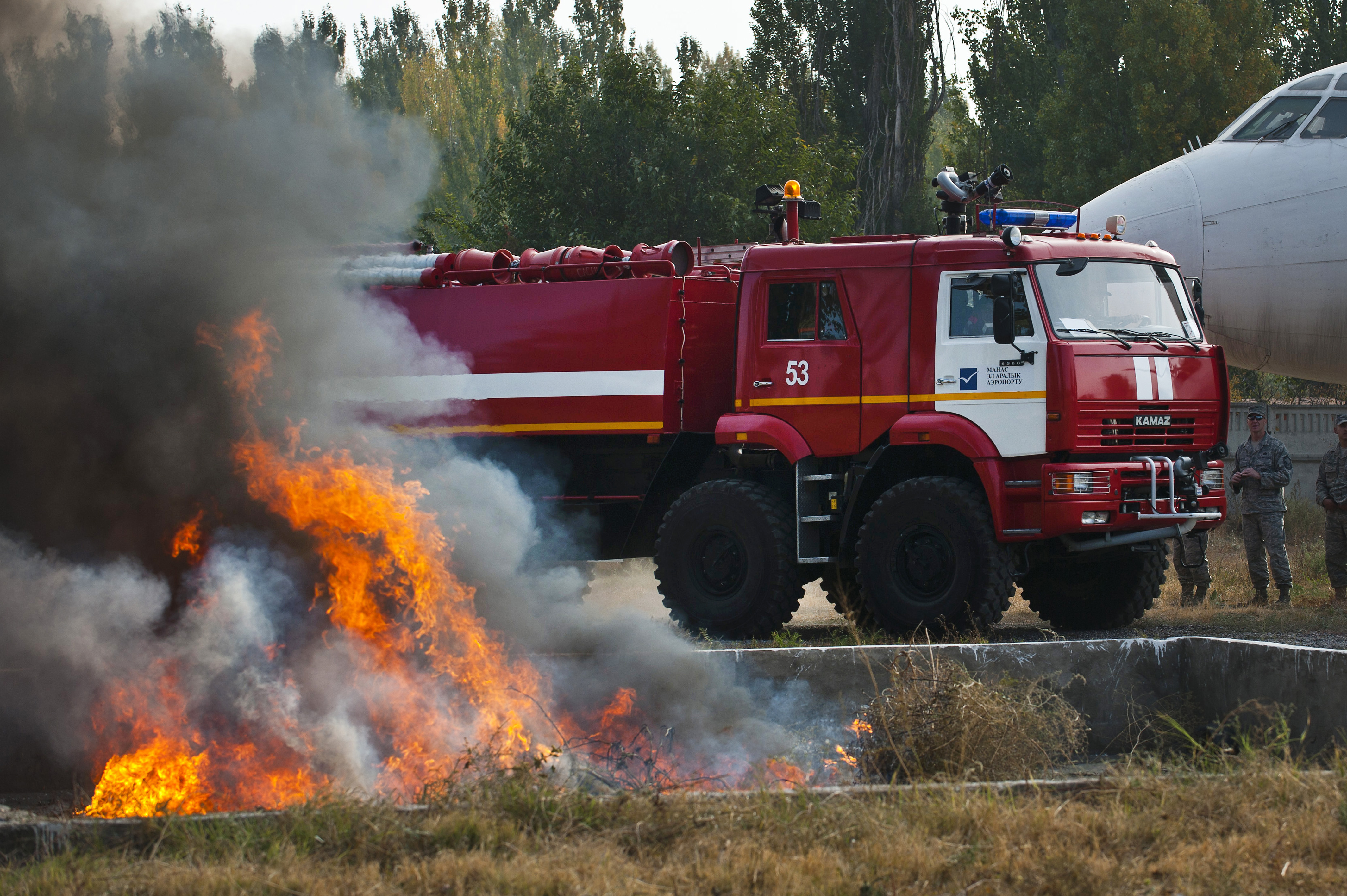
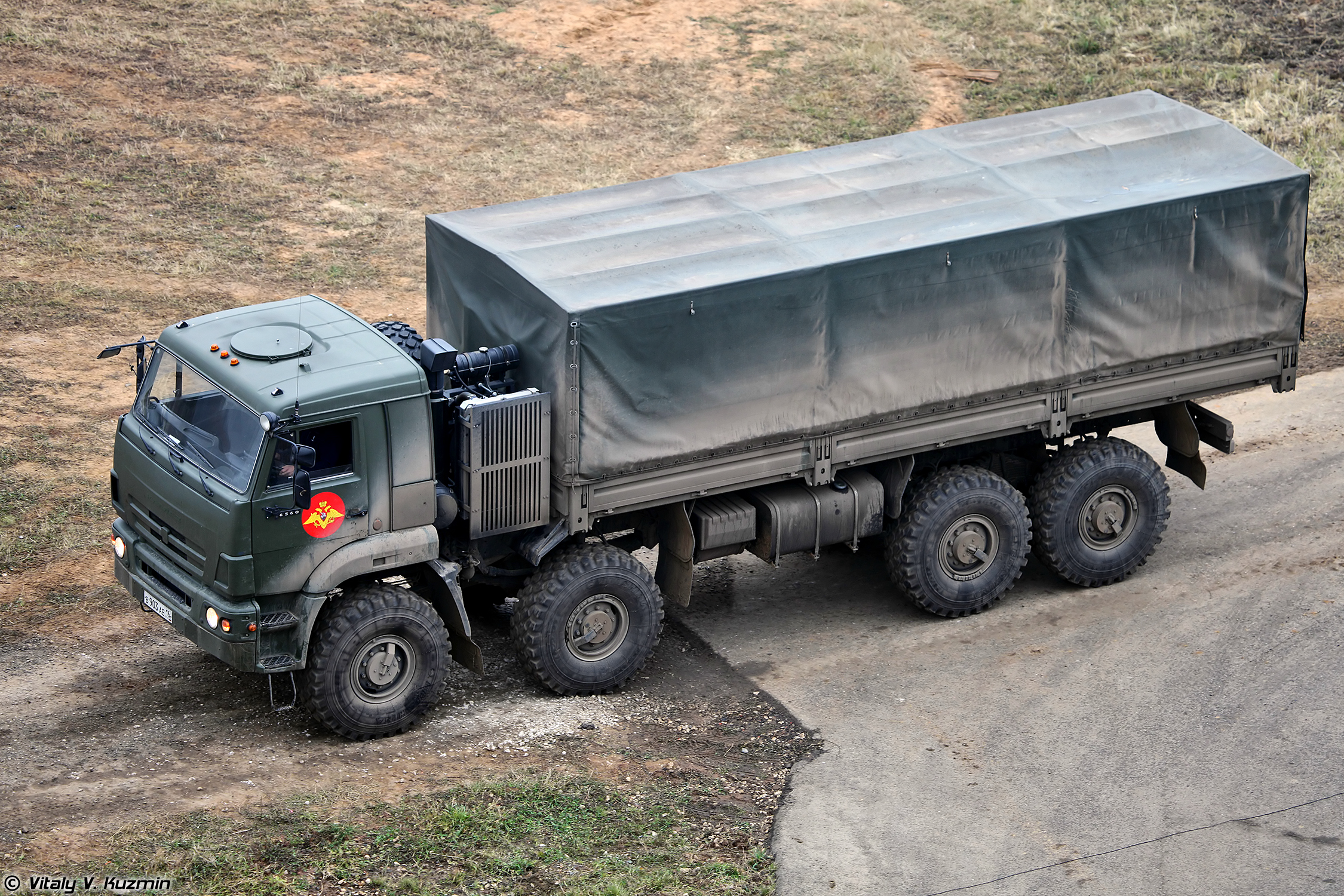
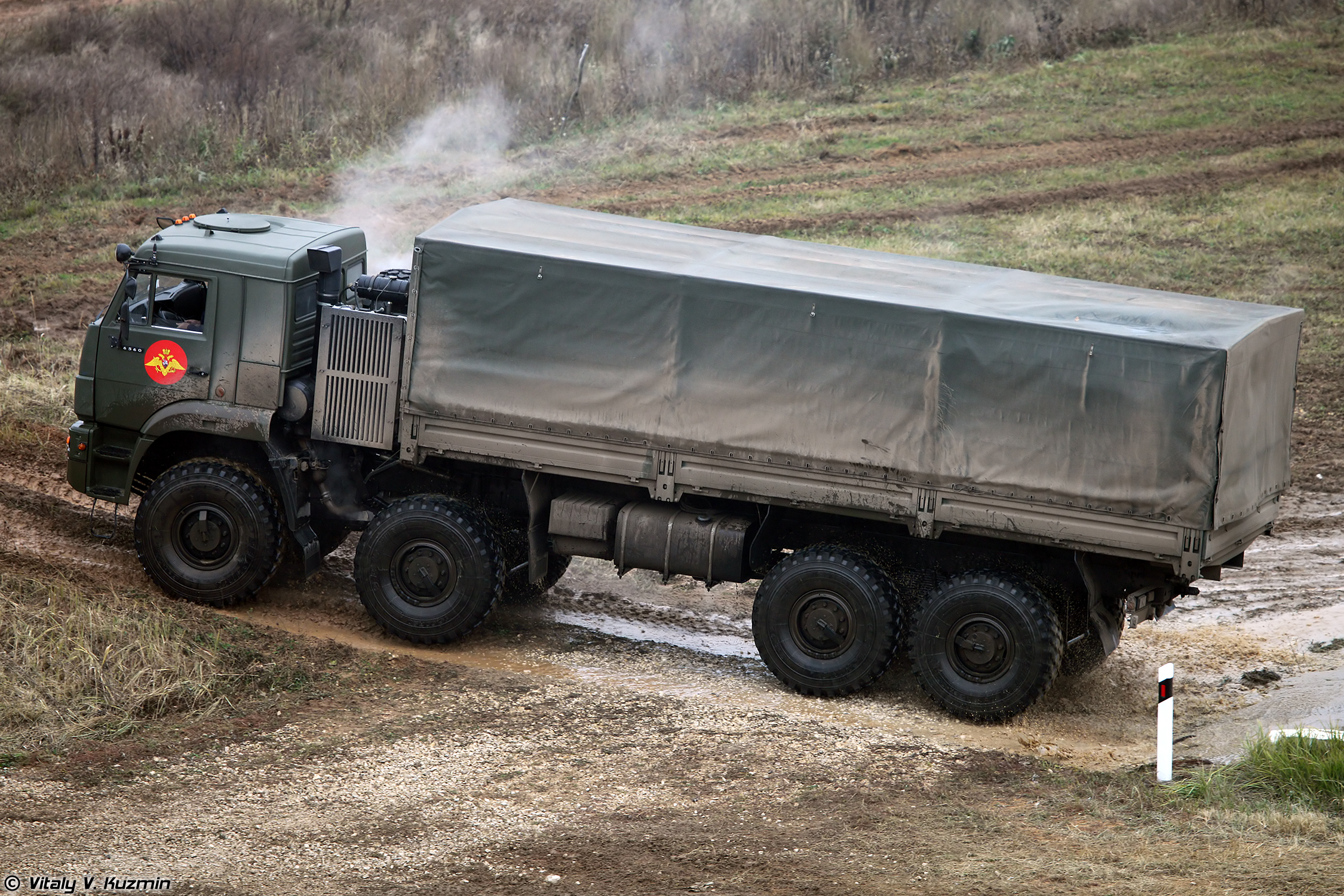
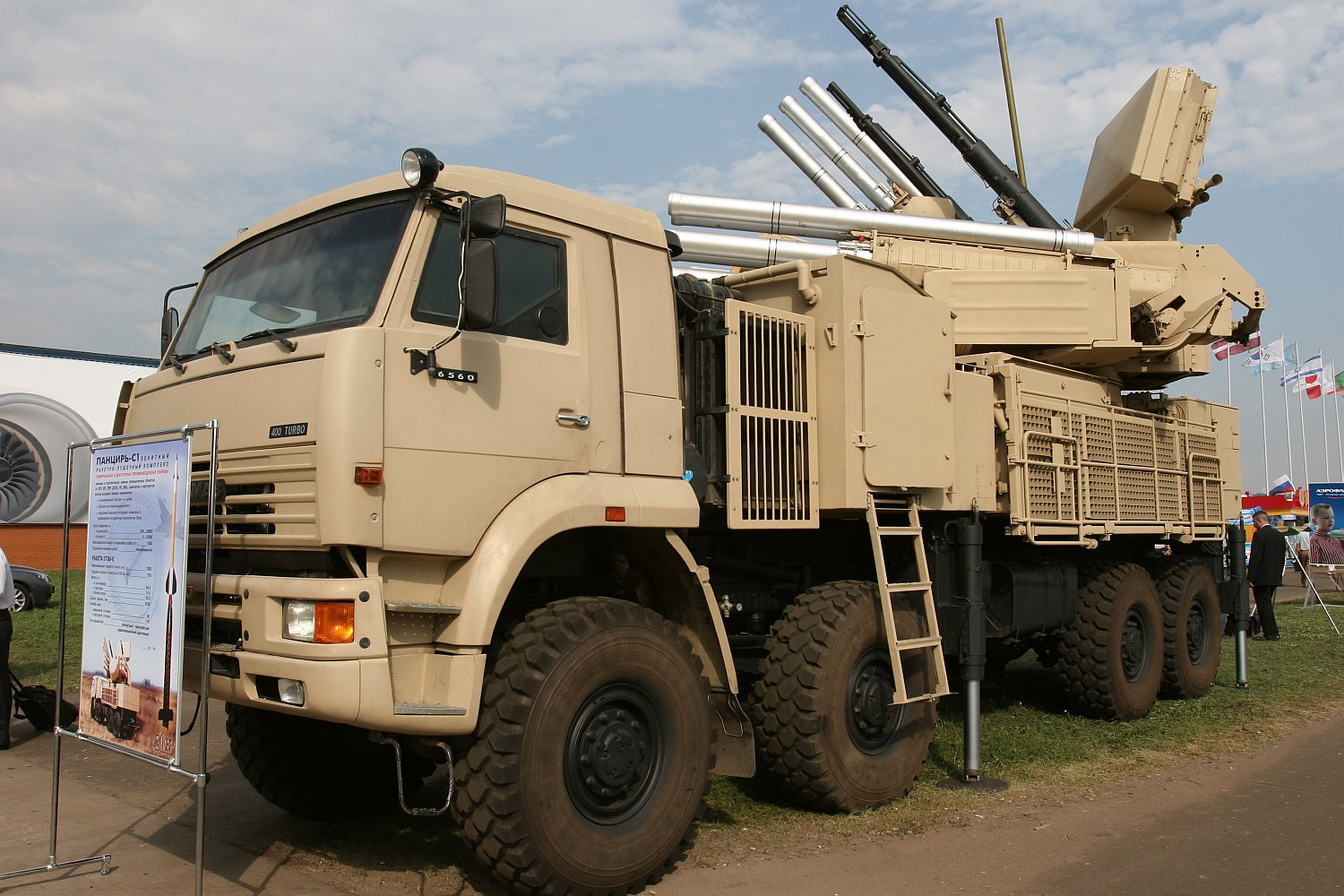
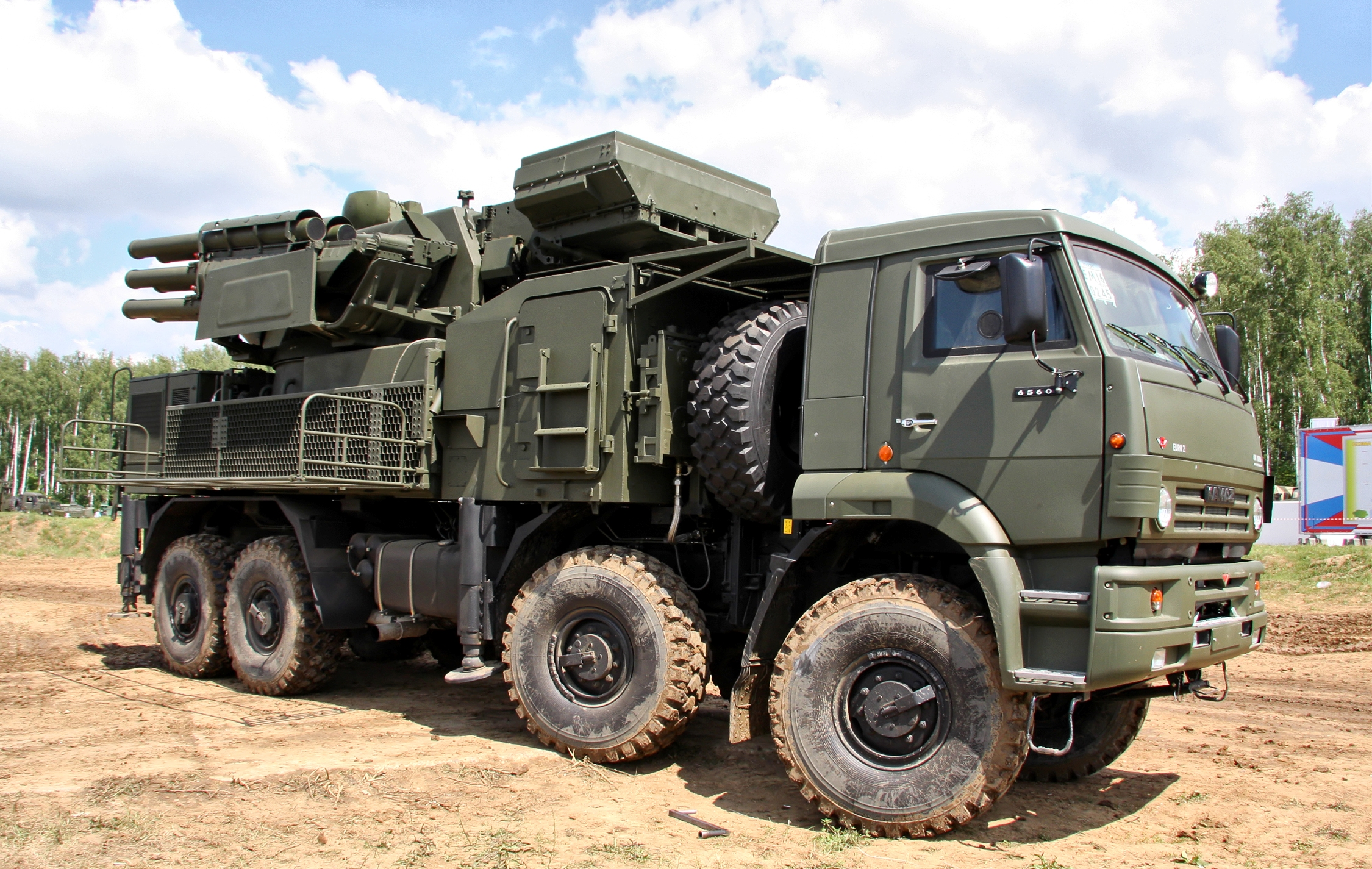
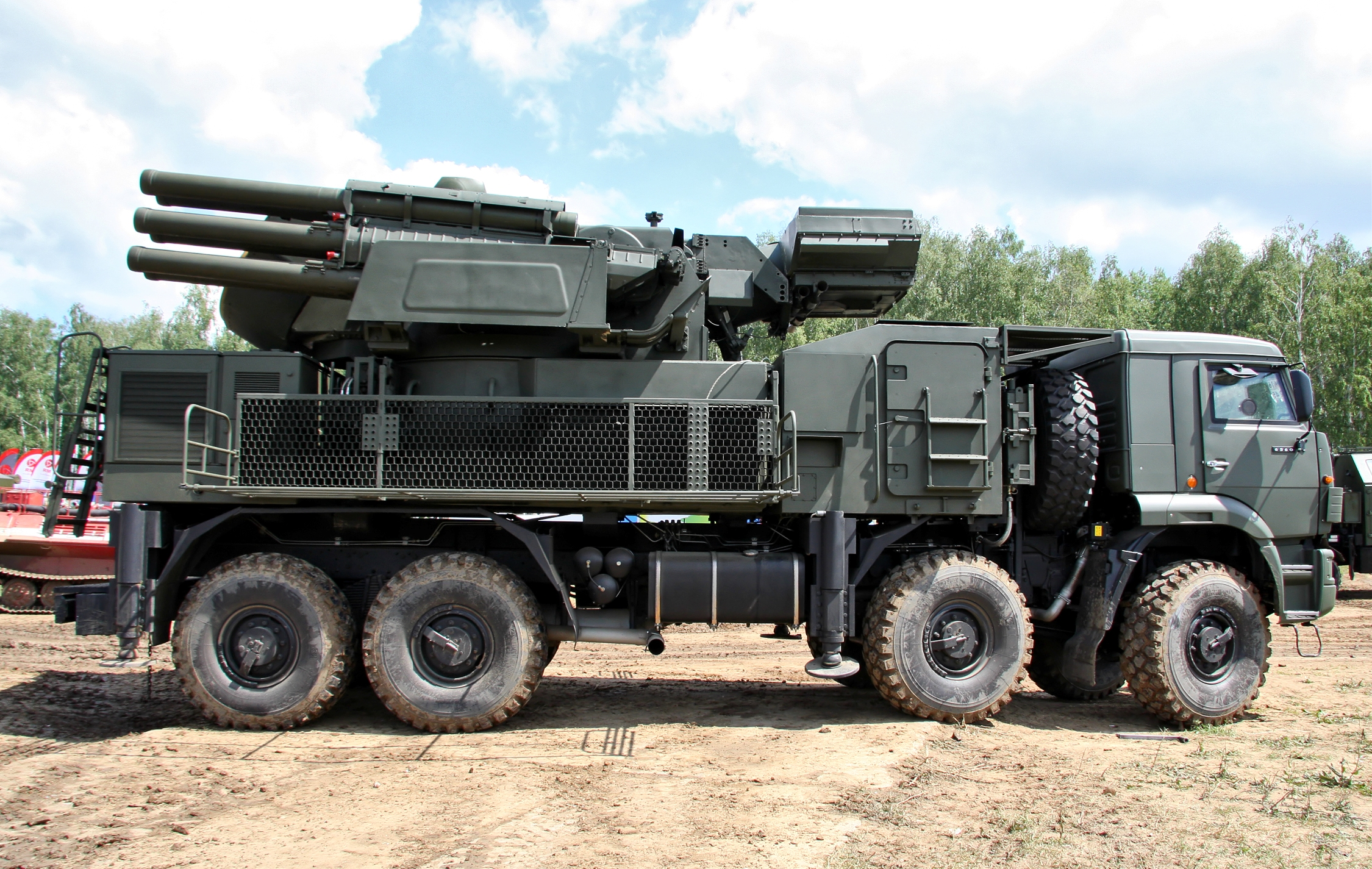
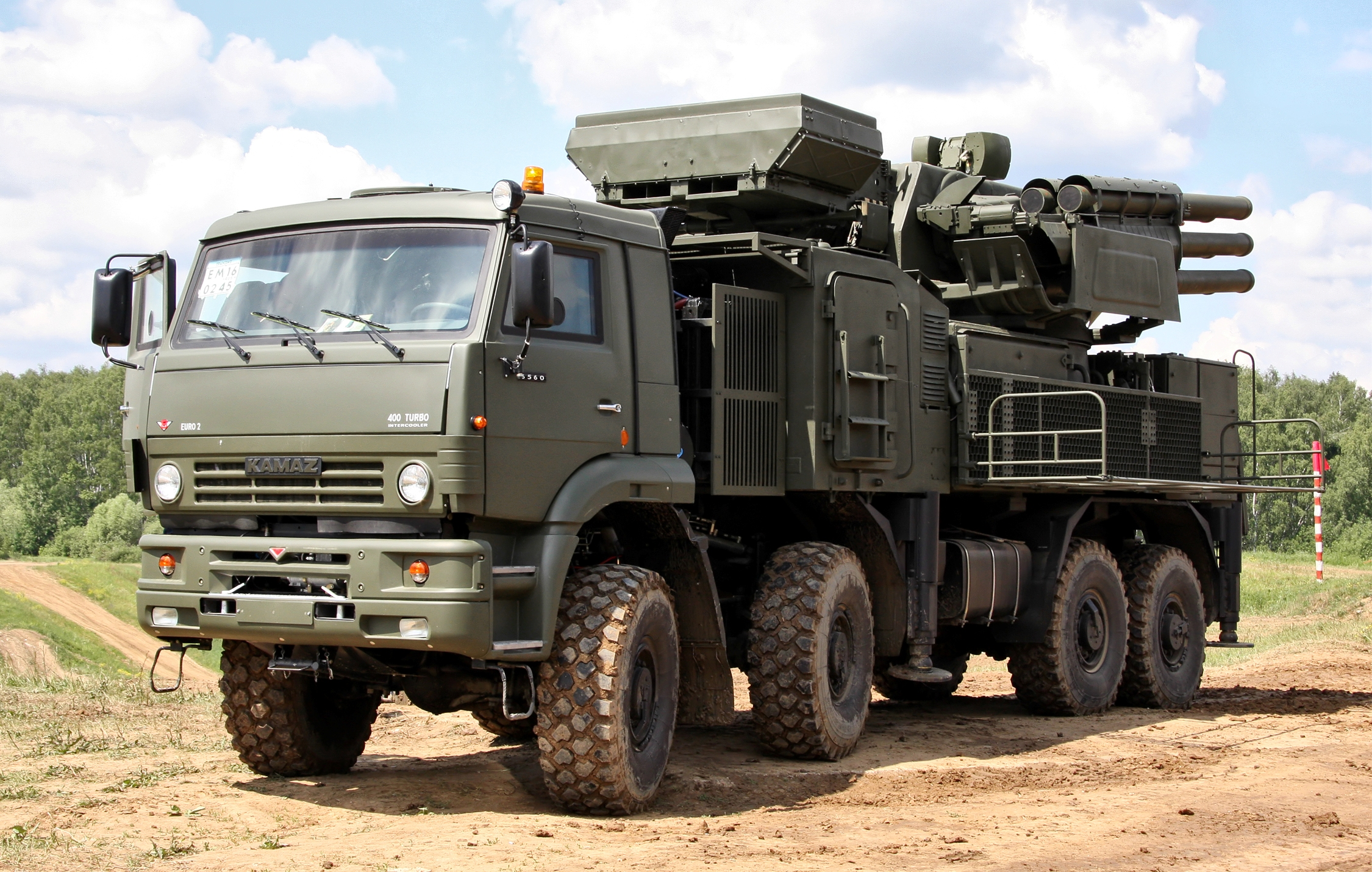